# Felipe Berriozábal (Estación Berriozábal)
Felipe Berriozábal (Estación Berriozábal) es una localidad del municipio de Cuauhtémoc, ubicado en la región sureste del estado mexicano de Zacatecas.

## Geografía
La localidad se ubica a 11.4 kilómetros (en dirección sur) de la localidad de San Pedro Piedra Gorda, la cabecera y lugar más poblado del municipio. Se sitúa en las coordenadas geográficas 22°32′49″N 102°19′04″O / 22.546944, -102.317778, a una elevación de 2,079 metros sobre el nivel del mar.

## Demografía
Según el Conteo de Población y Vivienda 2020, efectuado por el Instituto Nacional de Estadística y Geografía, la localidad tiene 446 habitantes, de los cuales 208 son del sexo masculino y 238 del sexo femenino. Su tasa de fecundidad es de 3.02 hijos por mujer y tiene 109 viviendas particulares habitadas.
| Gráfica de evolución demográfica de Felipe Berriozábal (Estación Berriozábal) entre 1921 y 2020 |
|                                                                                                 |
| INEGI.                                                                                          |